# Velluire
Velluire foi uma comuna francesa na região administrativa da Pays de la Loire, no departamento de Vendéia. Estendia-se por uma área de 9,54 km². Em 2010 a comuna tinha 555 habitantes (densidade: 58,2 hab./km²).
Em 1 de janeiro de 2019, passou a formar parte da nova comuna de Les Velluire-sur-Vendée.